# Basidiomycota
Division
Sous-divisions de rang inférieur
- Agaricomycotina
- Pucciniomycotina
- Ustilaginomycotina

Les Basidiomycota constituent un vaste embranchement (ou division ou phylum) des Fungi qui regroupe la plupart des espèces désignées dans la langue courante par le nom de champignon.
Ils sont caractérisés par des spores formées à l'extrémité de cellules spécialisées, les basides.
Les basidiomycètes sont couramment appelés « champignons à chapeau ». Ces champignons peuvent être classés selon des critères morphologiques (ou anatomiques, y compris macroscopiques ou microscopiques : forme du pied et du chapeau, de la spore, consistance de la chair, couleur des spores en masse ou sub microscopio), propriétés organoleptiques (odeur et goût) et chimiques (oxydoréduction à l'air).

## Évolution de la classification
Autrefois, tous les Basidiomycota étaient appelés Basidiomycètes, une classe créée en 1959 en parallèle à celle des Ascomycètes, mais ces deux classes sont depuis élevées au rang de phylum. Les termes « Basidiomycètes » et « Ascomycètes » restent couramment utilisés en français pour désigner les Basidiomycota et Ascomycota, dont ils ne sont qu'une traduction.
L'embranchement était précédemment réparti en trois grandes classes :
- Homobasidiomycetes : basides non cloisonnées, appelées homobasides, de forme clavée ou cylindrique, ne produisant pas de spores secondaires. Cette classe comporte la plupart des champignons charnus.
- Phragmobasidiomycetes : basides cloisonnées, production possible de spores secondaires. Cette classe comporte notamment les trémelles et l'oreille-de-Judas.
- Teliomycetes : basides cloisonnées transversalement. Champignons parasites (rouilles) des végétaux supérieurs ou charbons des graminées.

À ces trois classes, il convient d'ajouter des groupes de transition comportant des champignons difficilement classables, comportant des caractéristiques appartenant à des classes différentes. Parmi ces « inclassables », on peut noter les calocères.
Une vaste étude phylogénétique réalisée en 2007, réalisée par plus d'une soixantaine de chercheurs, dont le classement est adopté par The Tree of Life Web Project et Myconet, a reconnu trois subphyla (Pucciniomycotina, Ustilaginomycotina, Agaricomycotina) et deux nouvelles classes non affectées (Wallemiomycetes, Entorrhizomycetes) parmi les Basidiomycota.
- Les Agaricomycotina incluent les anciens Hymenomycetes, Gasteromycetes et Heterobasidiomycetes.
- Les Ustilaginomycotina sont constitués principalement des anciens Exobasidiales.
- Les Pucciniomycotina incluent les Septobasidium, un ancien groupe de Microbotryomycetes.
- Deux classes, Wallemiomycetes et Entorrhizomycetes n'appartiennent pour l'instant à aucun subphylum.

### Classification linnéenne (morphologique)
Selon la vaste étude de 2007 :

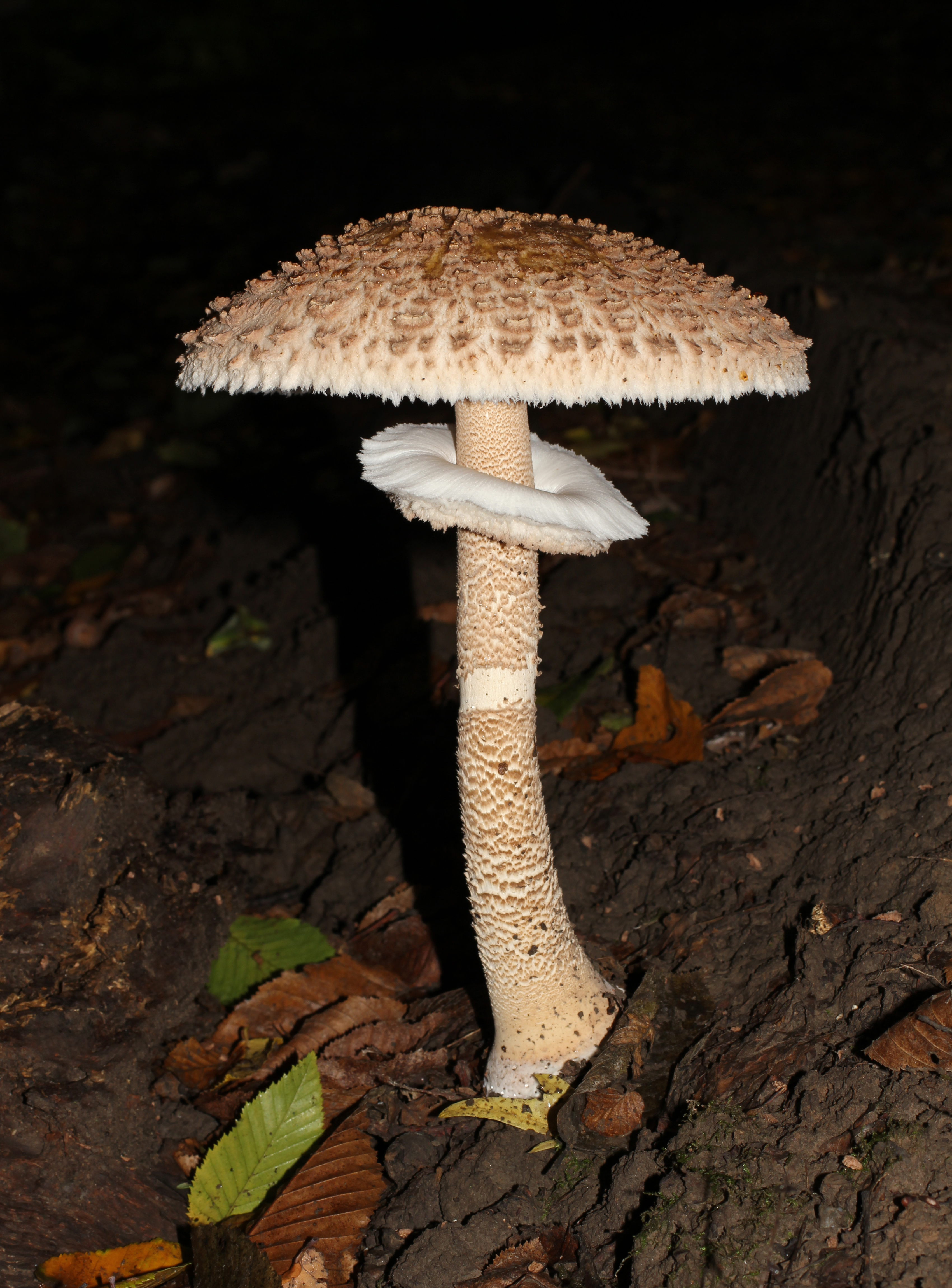
Lépiote Macrolepiota procera, un Agaricomycetes.

- sous-embranchement Pucciniomycotina
  - classe Pucciniomycetes
    - ordres Septobasidiales, Pachnocybales, Helicobasidiales, Platygloeales, Pucciniales

  - classe Cystobasidiomycetes
    - ordres Buckleyzymales, Cystobasidiales, Erythrobasidiales, Naohideales, Sakaguchiales

  - classe Agaricostilbomycetes
    - ordres Agaricostilbales

  - classe Microbotryomycetes
    - ordres Curvibasidiales, Heitmaniales, Heterogastridiales, Kriegeriales, Leucosporidiales, Microbotryales, Rosettozymales, Sporidiobolales

  - classe Atractiellomycetes
    - ordre Atractiellales

  - classe Classiculomycetes
    - ordre Classiculales

  - classe Mixiomycetes
    - ordre Mixiales

  - classe Cryptomycocolacomycetes
    - ordre Cryptomycocolacales

  - classe Spiculogloeomycetes
    - ordres Spiculogloeales
- sous-embranchement Ustilaginomycotina
  - classe Ustilaginomycetes
    - ordres Urocystales, Ustilaginales

  - classe Exobasidiomycetes
    - ordres Doassansiales, Entylomatales, Exobasidiales, Georgefischeriales, Microstromatales, Tilletiales

  - Ustilaginomycotina incertae sedis
    - ordre Malasseziales
- sous-embranchement Agaricomycotina
  - classe Tremellomycetes
    - ordres Cystofilobasidiales, Filobasidiales, Tremellales

  - classe Dacrymycetes
    - ordre Dacrymycetales

  - classe Agaricomycetes
    - sous-classe Agaricomycetidae
      - ordres Agaricales, Atheliales, Boletales

    - sous-classe Phallomycetidae
      - ordres Geastrales, Gomphales, Hysterangiales, Phallales

    - Agaricomycetes incertae sedis
      - ordres Auriculariales, Cantharellales, Corticiales, Gloeophyllales, Hymenochaetales, Polyporales, Russulales, Sebacinales, Thelephorales, Trechisporales
- Basidiomycota incertae sedis
  - classe Wallemiomycetes
    - ordre Wallemiales

  - classe Entorrhizomycetes
    - ordre Entorrhizales

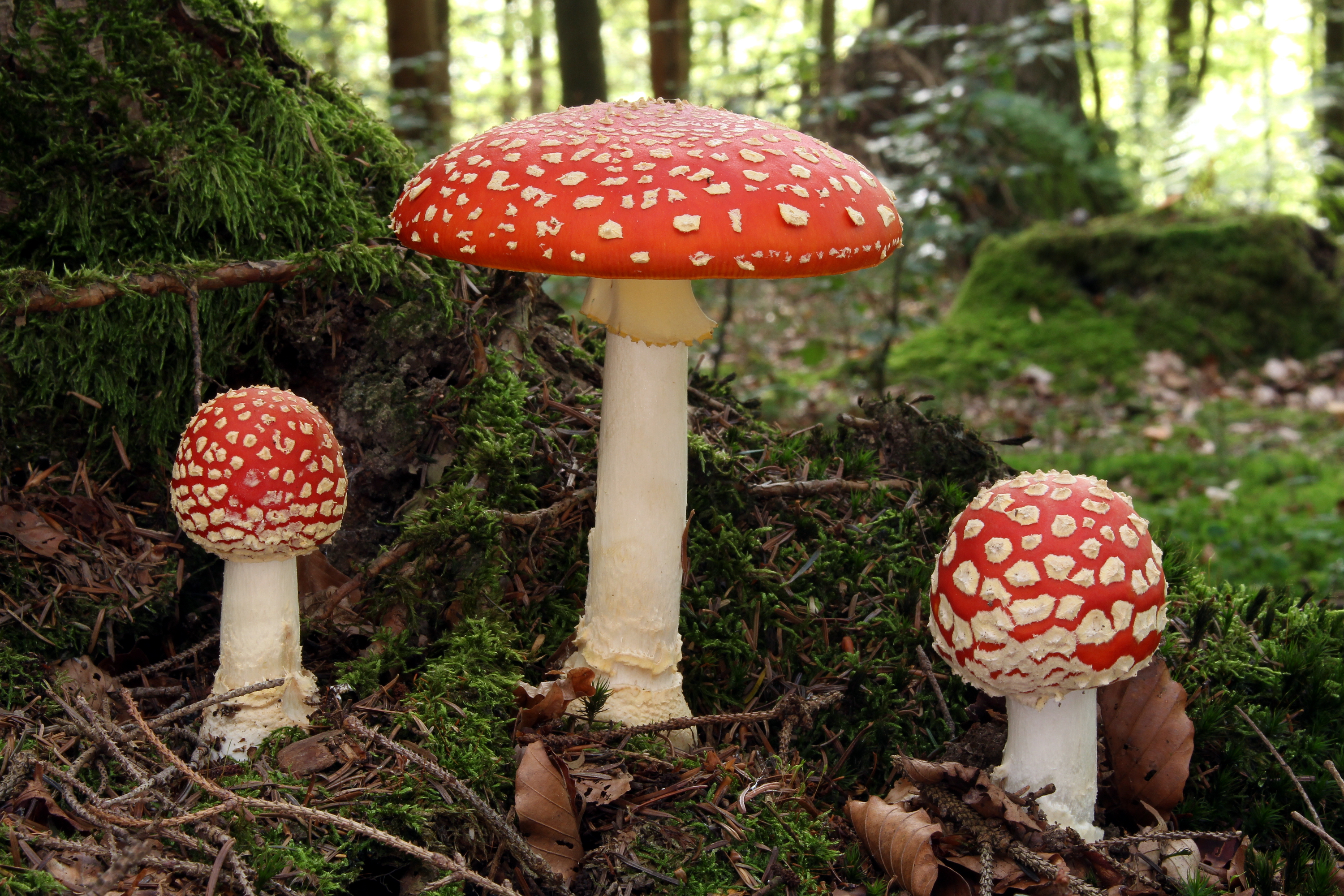
Amanite Amanita muscaria, un Agaricomycetes
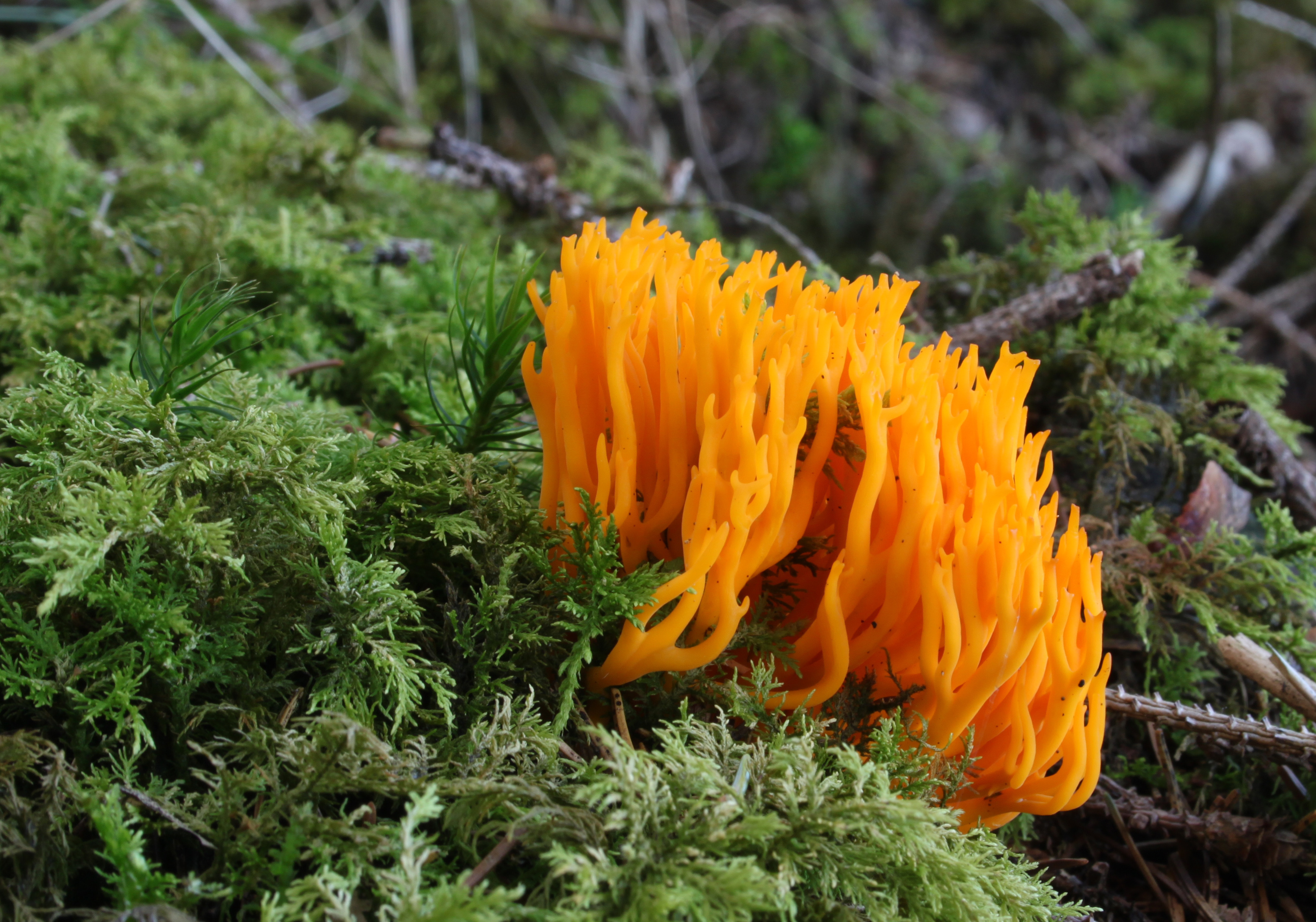
Calocère Calocera viscosa, un Dacrymycetes
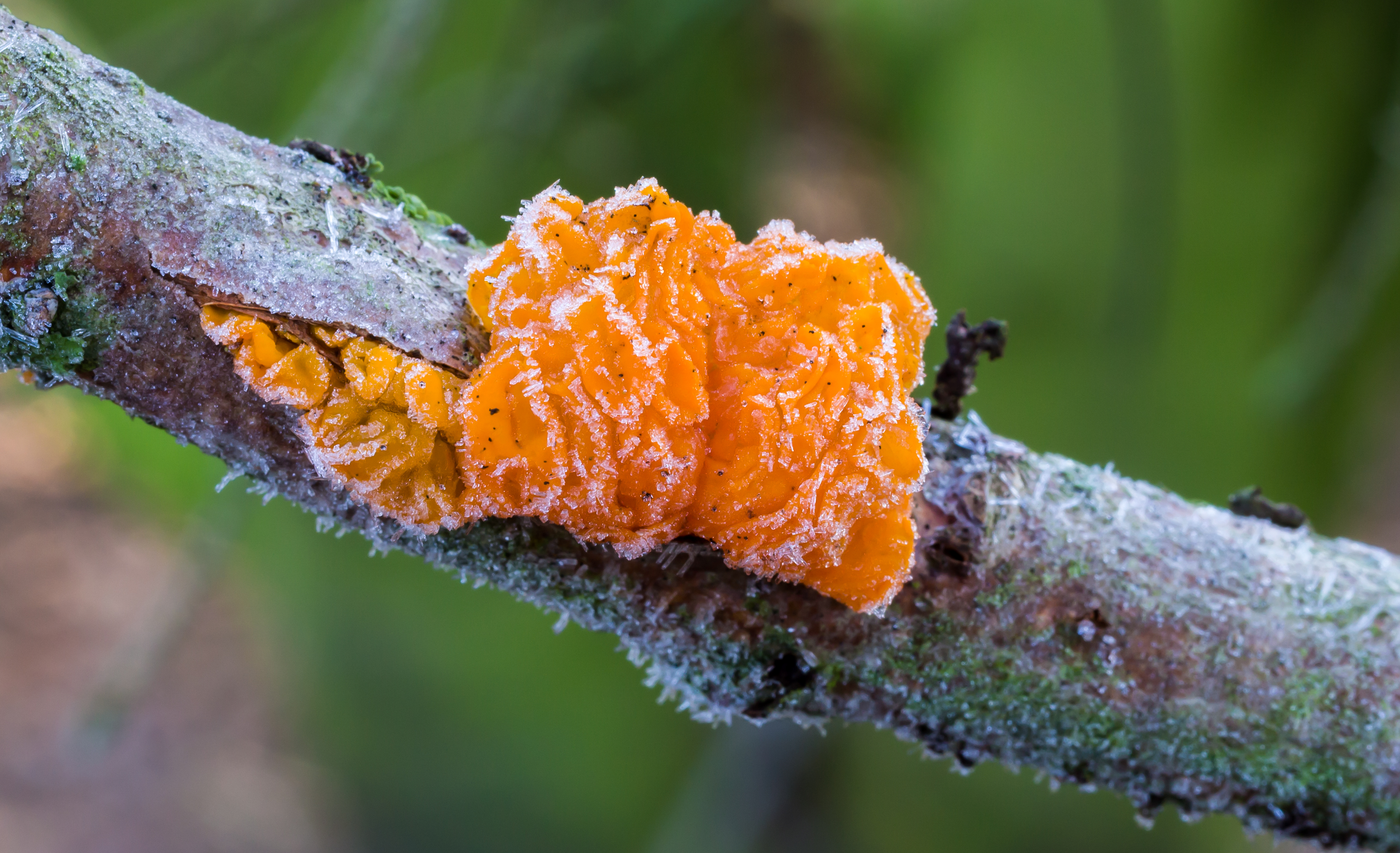
Tremella mesenterica, un Tremellomycetes
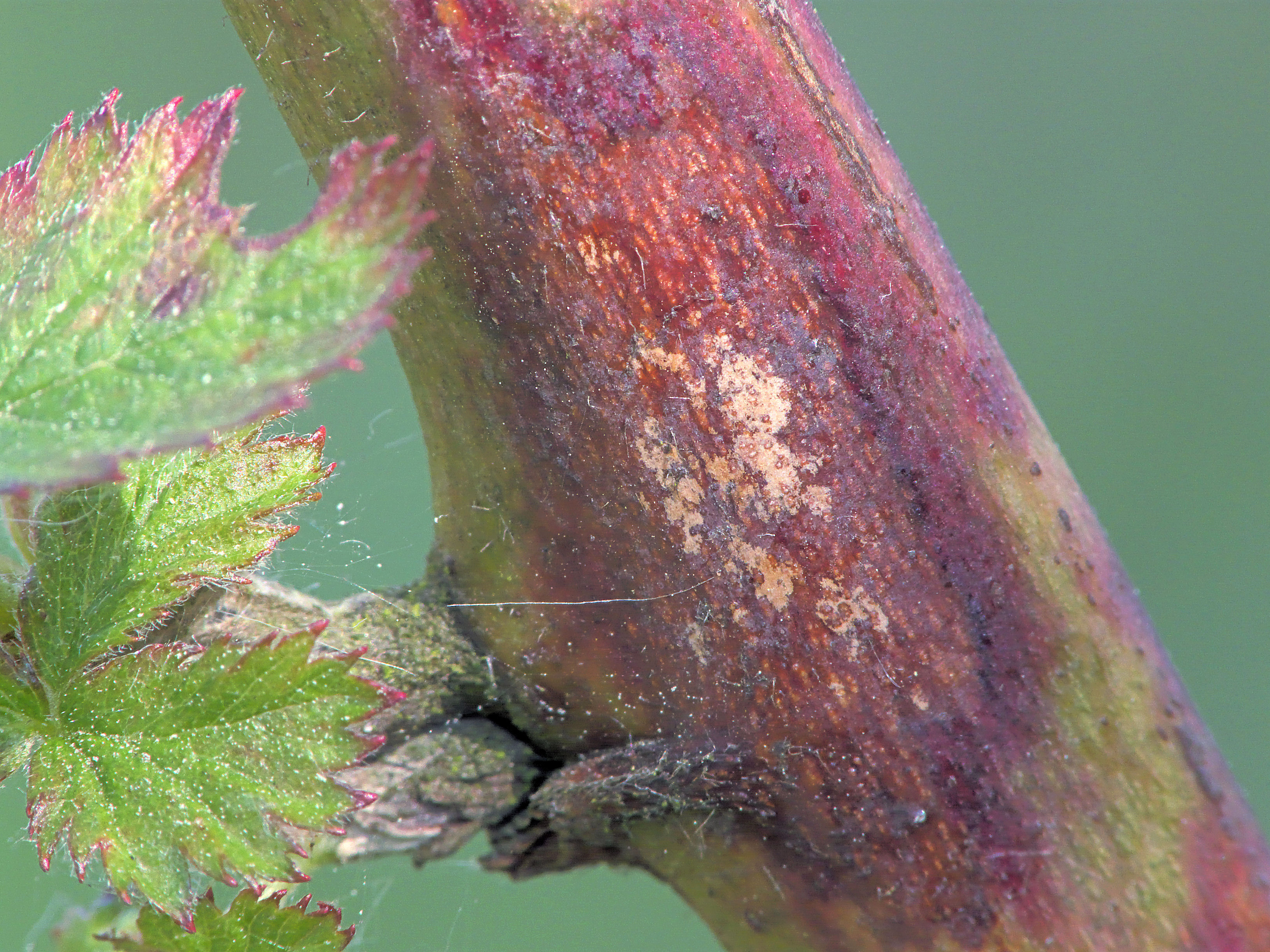
Parasite Septocyta ruborum, un Coelomycetes
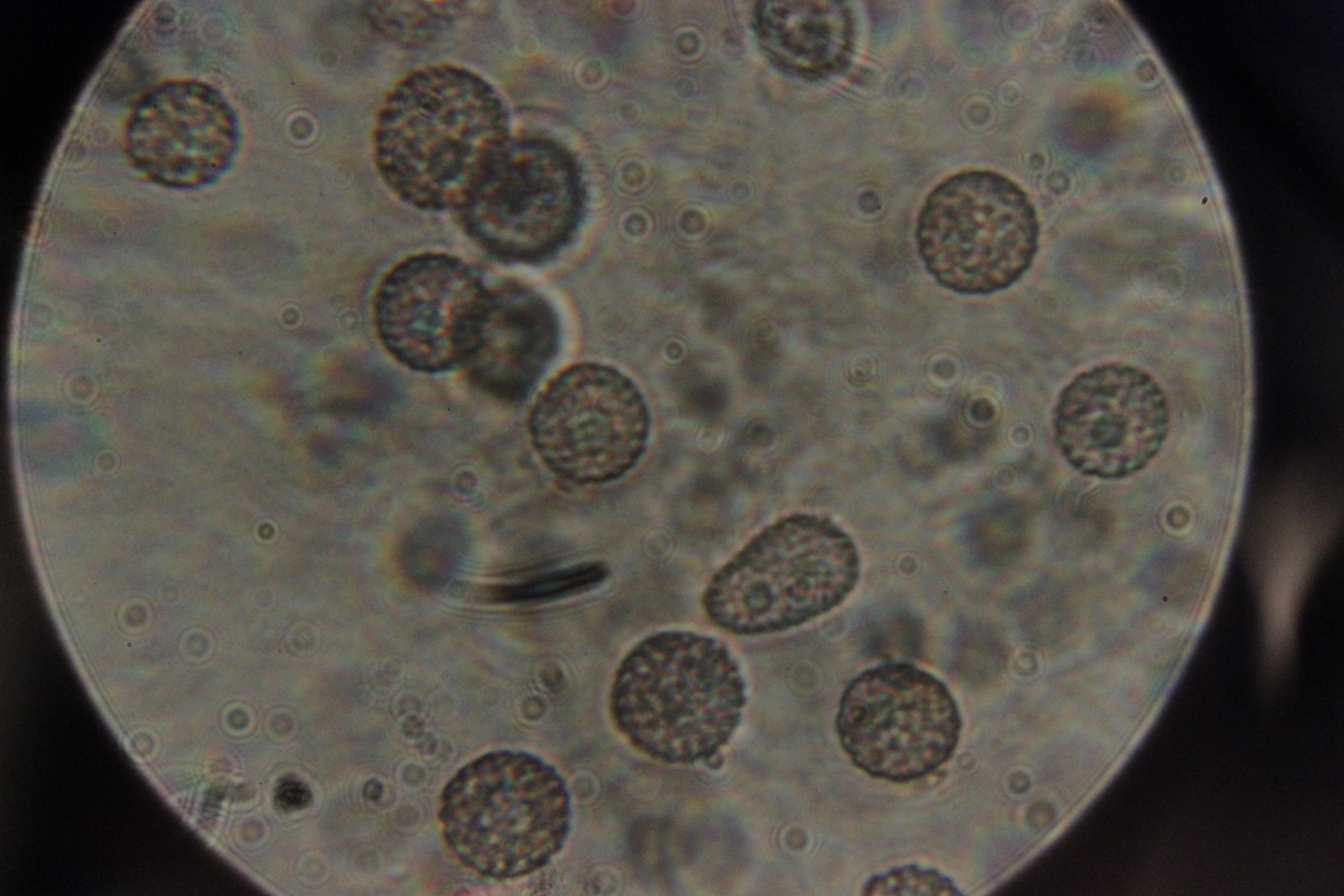
Microbotryum saponariae, un Microbotryomycetes
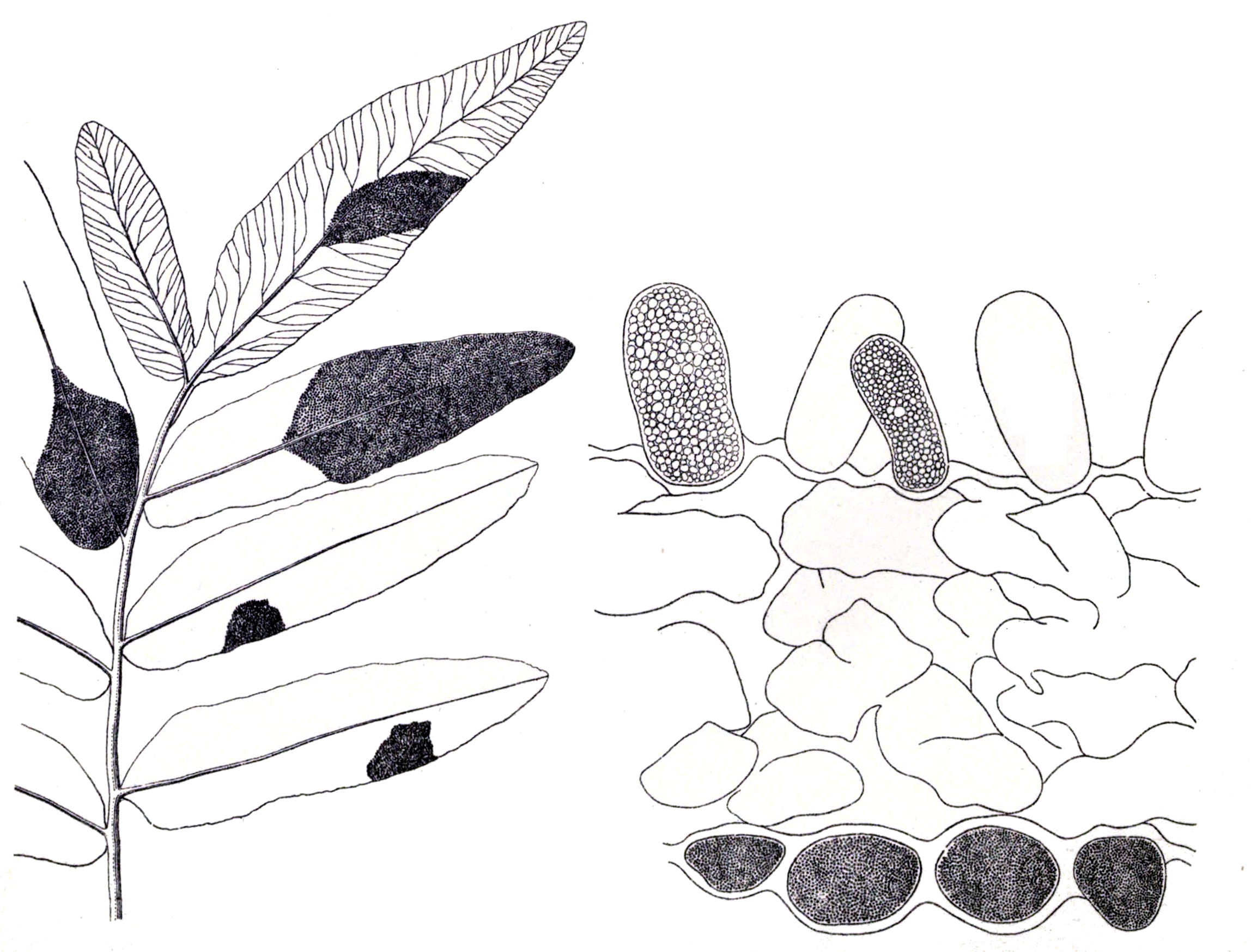
Mixia osmundae, un Mixiomycetes
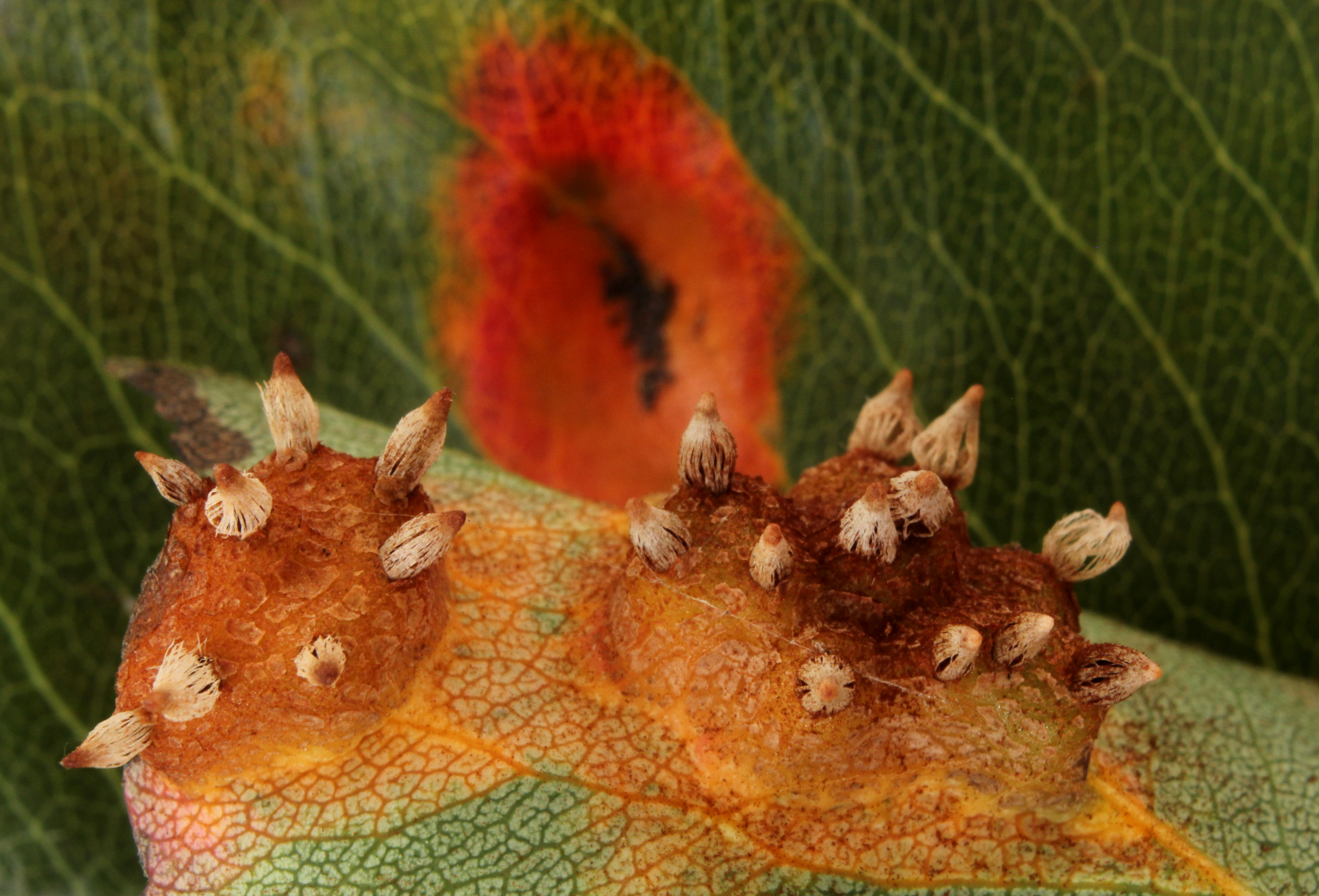
Gymnosporangium fuscum, un Pucciniomycetes

### Classification phylogénétique
Ce classement proposé en 2007 de l'embranchement des Basidiomycota, suggère parfois des résultats contradictoires avec l'ancienne classification, uniquement basée sur des critères morphologiques et physiologiques.

#### Arbre phylogénétique
- Basidiomycota
  - Wallemiomycetes (incertae sedis)
  - Entorrhizomycetes (incertae sedis)
  - Pucciniomycotina
    - Classiculomycetes
    - Cryptomycocolacomycetes
    - Mixiomycetes
    - Atractiellomycetes
    - Agaricostilbomycetes
    - Cystobasidiomycetes
    - Pucciniomycetes
    - Microbotryomycetes

  - Ustilaginomycotina
    - Ustilaginomycetes
    - Malasseziales
    - Exobasidiomycetes

  - Agaricomycotina
    - Tremellomycetes
    - Dacrymycetes
    - Agaricomycetes
      - Phallomycetidae
      - Agaricomycetidae
        - Clade des Atheliales
          - Clade des Athéloïdes

        - Clade des Boletales
        - Clade des Agaricales (ou Clade des Euagarics)
          - 
            - Clade des Agaricoïdes
            - Clade des Tricholomatoïdes
            - Clade des Marasmioïdes
            - Clade des Hygrophoroïdes

          - Clade des Plicaturopsidoïdes

## Cycle de développement
Le cycle de reproduction peut être asexué ou végétatif.
Des spores asexuées (appelées conidies) se forment à partir des filaments mycéliens par simple multiplication cellulaire. La reproduction asexuée joue cependant un rôle plus secondaire que chez les Ascomycota.
La reproduction sexuée ne se réalise plus avec des organes sexuellement différenciés comme dans le cas des Ascomycota. Il y a une simple fusion entre deux cellules morphologiquement indifférenciées appartenant à deux filaments voisins. Cette fusion, à l'origine du mycélium secondaire, ne concerne que les cytoplasmes des cellules. C’est la plasmogamie. Plus tard, la fusion des deux noyaux parentaux a lieu dans les basides : c’est la caryogamie qui correspond au passage de l’état haploïde (n chromosomes) à l’état diploïde (2 n chromosomes). Après la formation des noyaux diploïdes, les processus de méiose permettent le passage de l’état diploïde (2n) à l’état haploïde (n). Les noyaux migrent à l’extrémité des basides et sont distribués dans les basidiospores. Le nombre de noyaux dans les basidiospores est variable. Les basidiospores sont ensuite émises dans le milieu extérieur grâce à une augmentation de la turgescence de la baside mûre. Ces basidiospores peuvent ensuite être disséminées par le vent, la pluie ou le déplacement des animaux. Il est estimé que 17 millions de tonnes de spores de basidiomycètes flotteraient en permanence dans l'atmosphère terrestre.
Il y a huit étapes qui décrivent le cycle de développement des Basidiomycètes formant des champignons :
- Étape 1 : Deux mycéliums haploïdes de types sexuels opposés subissent la plasmogamie.
- Étape 2 : Un mycélium dicaryote se forme. Il croît très vite et refoule des mycéliums parentaux.
- Étape 3 : Certains facteurs environnementaux, comme la pluie ou les changements de température, conduisent le mycélium dicaryote à former des masses compactes qui deviennent des basidiocarpes (ici des champignons).
- Étape 4 : La surface des lamelles du basidiocape est tapissée de cellules dicaryotes terminales, les basides.
- Étape 5 : la caryogamie, qui a lieu dans les basides, donne naissance à des noyaux diploïdes qui subissent la méiose.
- Étape 6 : Chaque noyau diploïde donne quatre noyaux haploïdes. La baside produit ensuite quatre appendices qui laissent chacun pénétrer un noyau haploïde. Chaque appendice, rattaché individuellement à la baside, devient une basidiospore.
- Étape 7 : À maturité, les basidiospores sont éjectées, tombent du chapeau et sont dispersées par le vent.
- Étape 8 : Les basidiospores haploïdes germent dans un environnement adéquat et deviennent des mycéliums haploïdes éphémères.

## Basidiomycota comme mycobiontes lichéniques
La symbiose lichénique s'effectue entre plusieurs organismes dont au moins une levure basidiomycète et un photobionte.
Après plus de 140 ans durant lesquels on a cru que l'association était binaire (1 champignon + 1 algue), on a récemment montré (2016) qu'il faut en réalité dans la plupart des lichens un troisième partenaire (qu'on avait d'abord cru être un parasite des lichens) pour que l'association soit pérenne ; il s'agit d'une levure basidiomycète ; c'est cette levure qui est responsable de la forme du thalle du lichen et en partie de sa forme générale. Cette association est durable, reproductible (elle donne naissance à de nouveaux individus, à la formation d'une nouvelle unité fonctionnelle) avec des bénéfices réciproques pour les partenaires, et entraîne des modifications morphologiques et physiologiques (ces dernières liées à des interactions génétiques entre les trois partenaires).
Les levures sont intégrées dans le cortex lichénique et une corrélation entre leur abondance et des variations autrefois inexpliquées du phénotype a été mise en évidence (2016). Certaines lignées de Basidiomycete vivent en lien étroit avec certains lichens sur de vastes zones géographiques, souvent retrouvés sur les six continents. Le cortex lichénique est structurellement plus important qu'on ne le pensait ; il ne s'agit pas d'une simple zone de cellules différenciées d'ascomycètes, mais semble-t-il du lieu d'une symbiose (entre deux types différents de champignons) dans la symbiose (champignons-plante).

## Comestibilité

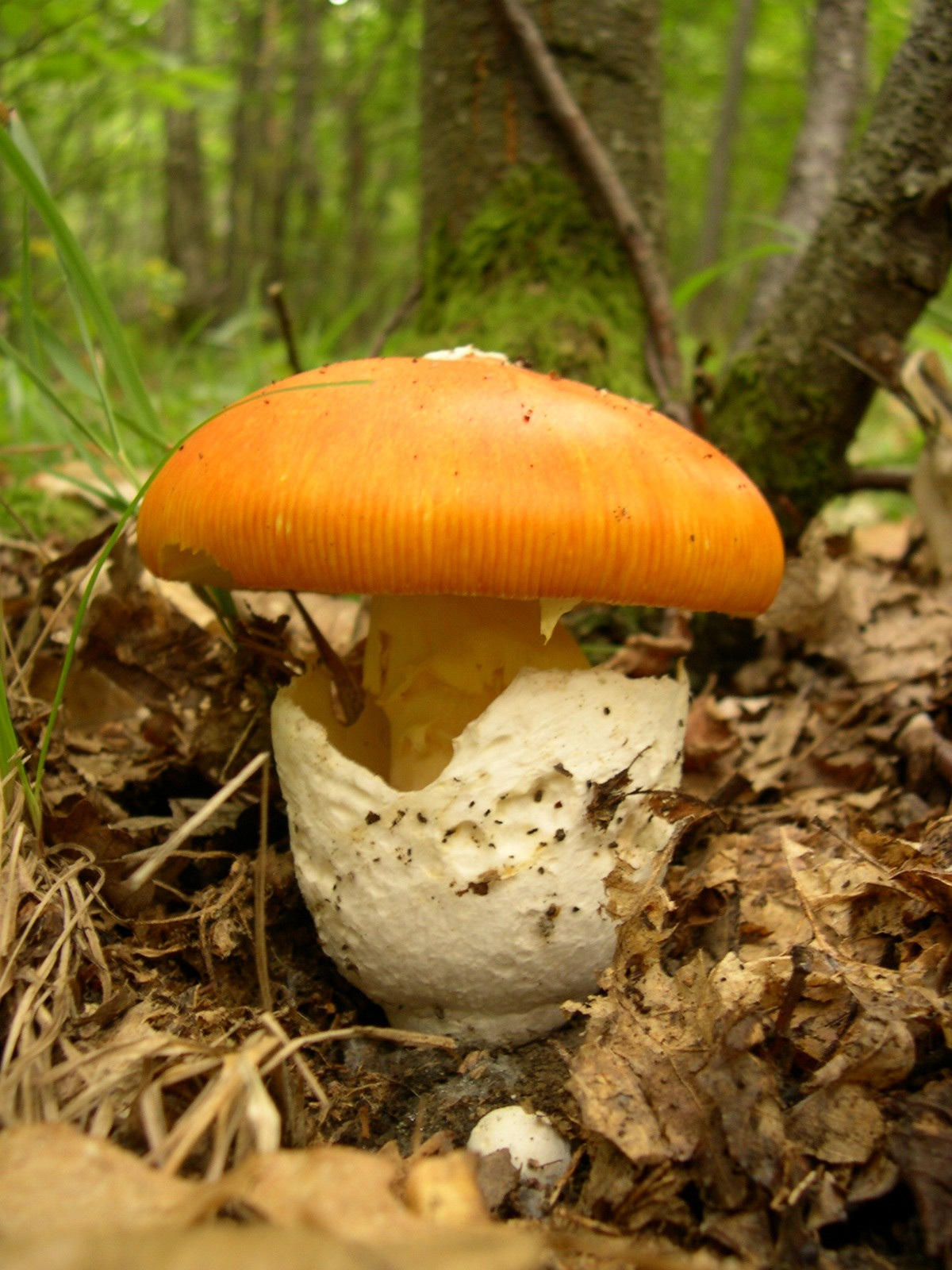
L'amanite des Césars (Amanita caesarea) est souvent considérée comme l'un des meilleurs champignons connus, avec la truffe et la morille.

### Quelques espèces comestibles
- Agaric du Devon (Agaricus devoniensis)
- Amanite rougissante ou amanite vineuse (Amanita rubescens)
- Amanite des Césars ou oronge (Amanita caesarea)
- Bolet (Boletaceae)
- Cèpe de Bordeaux (Boletus edulis)
- Cèpe tête-de-nègre (Boletus aereus)
- Chanterelle ou girolle (Cantharellus cibarius)
- Chanterelle en tube (Cantharellus tubaeformis)
- Coprin chevelu (Coprinus comatus)
- Laccaire améthyste (Laccaria amethistina)
- Lactaire délicieux (Lactarius deliciosus)
- Lépiote élevée ou coulemelle (Macrolepiota procera)
- Lépiote déguenillée (Chlorophyllum rhacodes)
- Marasme des Oréades (Marasmius oreades)
- Matsutaké ou champignon des pins (Tricholoma matsutake)
- Meunier (Clitopilus prunulus)
- Pied-de-mouton (Hydnum repandum)
- Pleurote en (forme d') huître (Pleurotus ostreatus)
- Rosé des prés (Agaricus campestris)
- Russule charbonnière (Russula cyanoxantha)
- Shiitake (Lentinula edodes)
- Sparassis crépu (Sparassis crispa)
- Tricholome de la Saint-Georges (Tricholoma georgii)
- Tricholome Pied bleu (Lepista nuda)
- Trompette de la mort (Craterellus cornucopioides)

### Quelques comestibles médiocres
- Lactaire couleur saumon (Lactaire salmonicolor)
- Lactaire velouté (Lactarius vellereus)

### Quelques espèces indifférentes
- Amanite citrine (Amanita citrina)
- Coprin blanc et noir ou Coprin pie (Coprinus picaceus)
- Cortinaire violet (Cortinarius violaceus)

### Quelques espèces vénéneuses (toxiques ou mortelles)
- Amanite phalloïde (Amanita phalloides)
- Amanite tue-mouches (Amanita muscaria)
- Amanite panthère  (Amanita pantherina)
- Amanite vireuse (Amanita virosa)
- Clitocybe blanc (Clitocybe candicans)
- Cortinaire couleur de rocou (Cortinarius orellanus)
- Entolome livide (Entoloma sinuatum)
- Psilocybes

## Bioaccumulation
Tous les basidiomycètes semblent capables de bioaccumuler divers métaux lourds, métalloïdes, et radionucléides (dont le césium radioactif après les retombées d'essais ou d'accidents nucléaires). Ils se retrouvent ensuite dans la chaine alimentaire via les animaux qui les consomment, éventuellement jusqu'à l'homme. Les cas de toxicité sont rares, mais par précaution il peut être conseillé d'éviter champignons et gibiers dans certaines circonstances ou provenant de certains endroits. 
La bioaccumulation peut également porter sur des produits organiques ; dans ce cas le champignon peut aussi modifier ou même éliminer le composé indésirable.
Ces propriétés peuvent être mise à profit pour la dépollution ou l'extraction, éventuellement en combinaison avec des plantes (phytoextraction).